# 헌정당
헌정당(憲政党)은 메이지 시대 일본 제국의 정당이다.
이타가키 다이스케의 자유당과 오쿠마 시게노부의 진보당이 제6회 일본 중의원 의원 총선거를 앞두고 번벌 정부에 대항하기 위해 합당해서 탄생했다.

## 창당과 헌정당 내각
제2차 마쓰카타 내각은 지조증징법안을 준비하고 있었는데 당시 내각에 참여하고 있던 진보당은 여기에 반발해 내각에서 이탈하고 자유당과 제휴를 꾀했다. 이에 분노한 마쓰카타 마사요시가 중의원을 해산하여 제5회 일본 중의원 의원 총선거가 시행되었다. 그런데 의회를 해산한 당일 마쓰카타는 돌연 사임을 발표했고 후임으로 이토 히로부미가 총리로 취임하지만 내각과 의회의 사이가 악화되었기 때문에 부득불 다시 의회를 해산하기에 이른다.
제5회 총선이 실시된지 겨우 3개월만에 다시 의회를 해산한 것에 대해 자유당과 진보당은 격렬히 반발했고 1898년 6월 22일 두 당을 합쳐 헌정당을 발족시켰다. 헌정당은 정당 내각의 수립·지방 자치의 발달·통상 무역의 확대·산업 및 철도의 확충·국력에 알맞는 군비 증강·재정 기반의 확립·교육의 발달·황실 및 헌법의 옹호·문관 임용령 폐지 등을 내걸었다. 총재는 따로 두지 않은 채, 구 자유당의 마쓰다 마사히사와 하야시 유조, 구 진보당의 오자키 유키오와 오히가시 요시데쓰 등 4명이 총무위원으로 취임해 당무를 담당했다.
자유당과 진보당은 이념 면에서 크게 이질적이진 않았지만 두 당수의 사이가 좋지 않았기에 이토는 합당까지 이를 것이라 생각하지 않았다. 하지만 두 당이 합당하여 거대 정당으로써 헌정당이 출범하자 이에 당황하여 원로들에게 대책을 요구했다. 이토는 번벌 정부를 지지하는 신당을 창당할 것인지, 일단 한 발 물러나 헌정당에게 정권을 넘겨줄 것인지를 요구했는데 원로들은 둘 다 거절하는 태도를 보였다. 여기에 화가 난 이토는 내각을 포기하겠다는 의사를 타진했고 이토의 후임자를 찾지 못한 원로들은 결국 헌정당에게 정권을 넘겨주는 방안을 택했다.
1898년 6월 30일 메이지 천황은 오쿠마를 내각총리대신으로, 이타가키를 내무대신으로 하는 내각의 발족을 승인했다. 이로써 제1차 오쿠마 내각이 성립되었지만 당초 자유당과 진보당은 세부적인 정책에서는 이견이 있었기 때문에 내각은 출범과 동시에 난관에 봉착한다. 대신 인사에서 문제가 된 부분은 외무대신이었는데 이타가키는 외무대신에 주미 공사였던 호시 도루를 임명하길 원했다. 하지만 호시가 헌정당 합당에 반대하는 입장이었다는 이유를 내세우며 오쿠마는 외무대신 직을 자신이 겸임하면서 이타가키의 주장을 물리쳤다. 호시 본인은 물론 구 자유당 계열에서도 반발이 나왔지만 2개월 뒤에 실시된 총선에서 헌정당이 전체 의석의 80% 가까이를 점하면서 이 문제는 일단락되었다.
하지만 8월 22일 문부대신 오자키가 제국교육회 차담회에서 이른바 '공화연설사건'을 일으켰다. 이는 당초 미쓰이 등 재벌 중심의 부패한 금권정치를 비판한 것이었지만 대통령 운운하는 발언이 천황제 국가인 일본의 국체에 위반된다는 비난이 나왔다. 헌정당 내에서도 구 진보당 계열이었던 오자키의 발언을 구 자유당 계열에서 비판하는 등 내부분열의 징조를 보이자 오쿠마는 오자키를 파면하기에 이르렀다. 그런데 후임으로 역시 구 진보당 계열이었던 이누카이 쓰요시를 임명하면서 구 자유당 계열의 반발을 불렀다.
이후 10월 29일 호시가 중심이 되어 구 자유당 계열들이 모여서 당대회를 대신하는 영수회의를 열었는데 여기서 일방적으로 헌정당의 해당을 선언했다.

## 분열과 해당
호시의 주도 하에 헌정당은 해당되었지만 이후 당명, 강령, 규칙은 그대로 둔 채 총무위원을 호시, 가타오카 겐키치, 에바라 소로쿠로 바꾸어 법적으로는 헌정당의 존속을 꾀했다. 당시 정당의 관리는 내무성의 담당이었는데 내무대신이 구 자유당 계열인 이타가키였기에 신속하게 처리되었다.
이 사실을 알게 된 오쿠마는 호시가 주도하여 개최된 영수회의가 규정에 따른 것이 아니라고 주장하며 정식으로 당대회의 개최를 시도했지만 내무성은 이를 위법한 정치집회라며 허가해주지 않았다. 이에 분노한 오쿠마는 헌정당을 탈당해 11월 2일 똑같은 헌정당을 창당했다. 하지만 내무성은 호시아 이끄는 헌정당의 정치활동을 방해할 수 있다며 오쿠마의 헌정당 명칭 사용 금지 명령을 내렸다. 이에 오쿠마는 다음 날 당명을 헌정본당으로 바꾸어 정식 창당했으며 그달 8일 오쿠마 내각도 자연스럽게 무너졌다.
오쿠마 내각이 무너진 뒤에는 제2차 야마가타 내각이 출범했는데 사실상 헌정당을 이끌게 된 호시는 야마가타와 유착했다. 이를 통해 지조증징을 이루어냈는데 이후 호시가 헌정당원들을 각 성청 차관과 국장에 임명할 것을 요구해오자 야마가타 아리토모는 문관임용령을 개정하여 고시에 합격한 경우에 한해서만 차관과 국장에 임용될 수 있다고 규정해버렸다. 이에 화가 난 호시는 야당의 입장으로 돌아서 야마가타 내각을 공격했다.
호시는 오쿠마 내각 이후 정치에 뜻을 잃은 이타가키를 대신해 이토와 손을 잡고자 했다. 이토 역시 내각을 지원할 신당의 필요성을 공감하고 있었고 이를 눈치챈 호시는 헌정당을 모체로 이토 신당에 합류하고자 결정했다. 이후 1900년 9월 13일 헌정당의 해당이 정식으로 의결되었고 이틀 뒤 입헌정우회가 창당되자 헌정당 의원들의 대부분이 여기에 합류했다.
한편, 자유민권운동에 열심이었던 『만조보』(萬朝報) 기자 고토쿠 슈스이는 이를 한탄하며 '자유당을 애도하는 글'을 『만조보』에 실었다.